# HD 167756
HD 167756，又名CD-4213101，SAO 228895、HR 6839，是一颗恒星，视星等为6.3，位于銀經351.47，銀緯-12.3，其B1900.0坐标为赤經18h 11m 31.3s，赤緯-42° -12.3′ 30″。